# María Muñiz de Urquiza
Pour les articles homonymes, voir Muniz.
María Muñiz de Urquiza, née le 5 août 1962 à Gijón, est une femme politique espagnole, membre du Parti socialiste ouvrier espagnol.
Elle est députée européenne  de 2009 à 2014.